# دانشگاه ولونگونگ

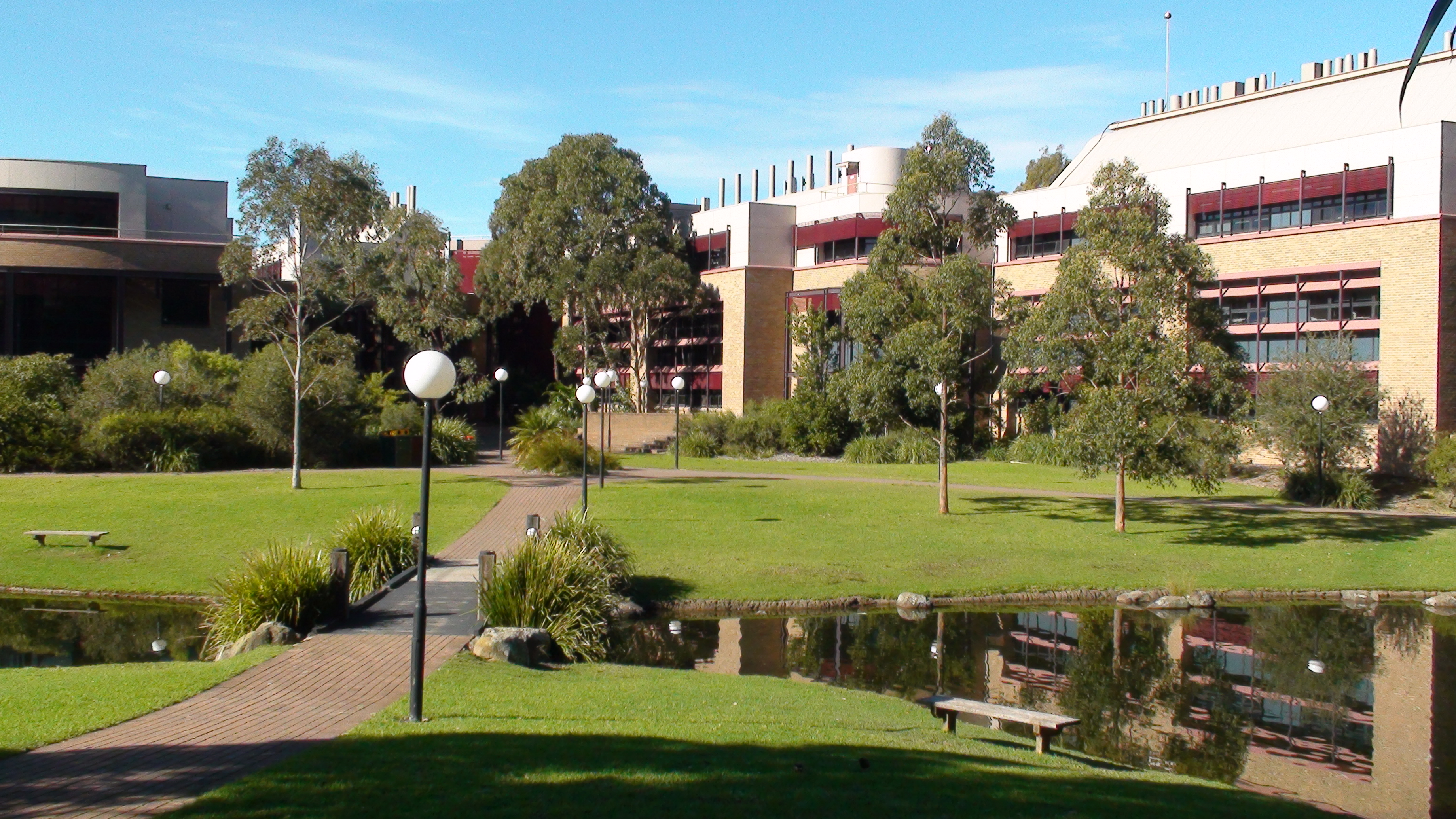
ساختمان علوم پایه در دانشگاه ولونگونگ

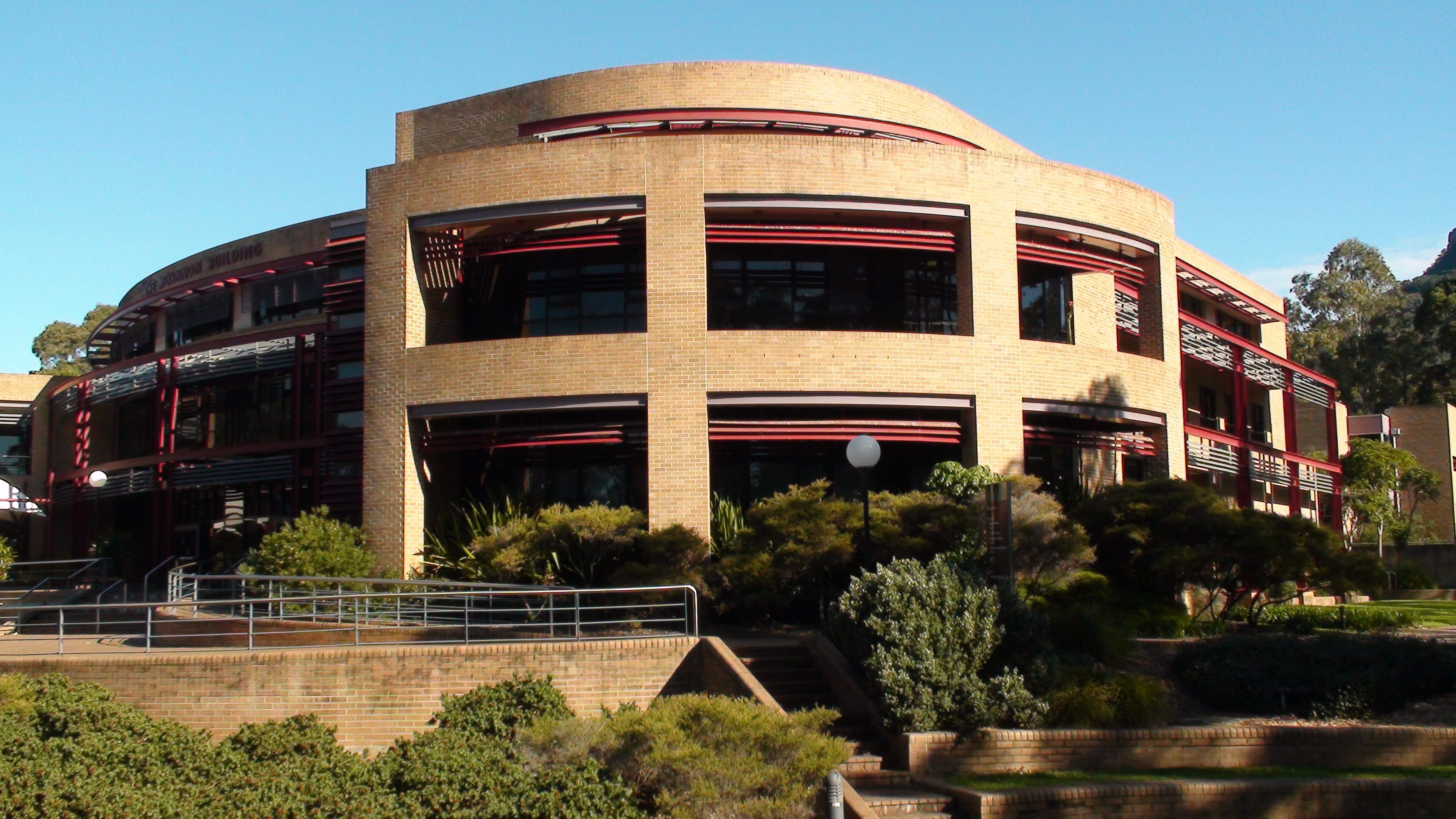
ساختمان مک کینان در دانشگاه ولونگونگ

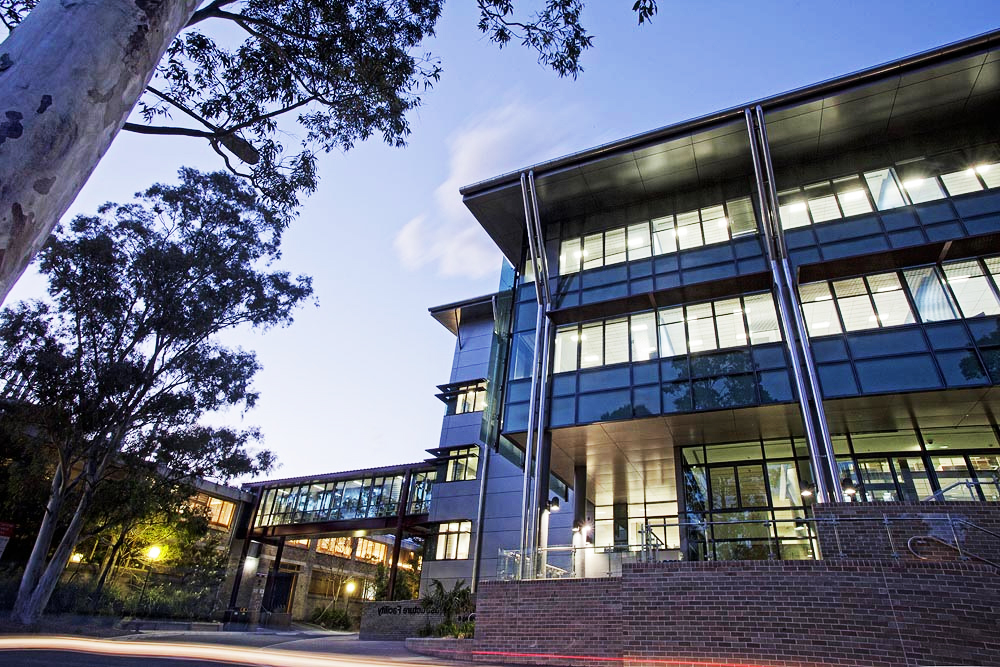
تجهیزات زیرساخت هوشمند در دانشگاه ولونگونگ

دانشگاه ولونگونگ (به انگلیسی: University of Wollongong)، یک دانشگاه تحقیقاتی دولتی در استرالیا واقع در شهر ساحلی ولونگونگ، نیو ساوت ولز، حدود ۸۰ کیلومتری جنوب سیدنی است. در سال ۲۰۱۷، این دانشگاه بیش از ۳۲٬۰۰۰ دانشجو را شامل می‌شود (از جمله بیش از ۱۲٬۸۰۰ دانشجوی بین‌المللی از ۱۳۴ کشور).

## رتبه‌بندی (رنکینگ)
بر اساس رتبه‌بندی کلی QS در سال ۲۰۱۹، دانشگاه وولونگونگ رتبه ۲۱۸ در جهان و ۱۱ در استرالیا است. هم‌چنین، بر اساس رتبه‌بندی QS، دانشگاه وولونگونگ در میان ۲۰ دانشگاه مدرن جهان در سال ۲۰۱۸ رتبه‌بندی شده‌است. بر اساس رتبه‌بندی تایمز در سال ۲۰۱۹، این دانشگاه رتبه ۲۵۰–۲۰۱ را در بین دانشگاه‌های جهان کسب کرده‌است.

## دانشکده‌ها
دانشگاه ولونگونگ دارای ۵ دانشکده است
- دانشکده کسب و کار
- دانشکده مهندسی و علوم اطلاعات
- دانشکده حقوق، علوم انسانی و هنر
- دانشکده علوم پزشکی و بهداشت
- دانشکده علوم اجتماعی

## دانش‌آموختگان
- استل ازمودل
- استیف داوسون
- مارک کاتیفانی
- جولین مک‌مان